# Copa dos Campeões da NORCECA de Voleibol Feminino de 2015
A Copa dos Campeões da NORCECA de Voleibol Feminino de 2015, também conhecida como Final Four, foi a 1ª edição do torneio organizado pela Confederação da América do Norte, Central e Caribe de Voleibol (NORCECA) em parceria com a Federação Cubana de Voleibol, realizado no período de 5 a 7 de junho.
A seleção da República Dominicana conquistou o título inaugural da competição e a seleção de Cuba ficou com o vice-campeonato. Ambas seleções garantiram vaga para a Copa do Mundo de 2015. A central dominicana Lisvel Elisa Eve foi eleita MVP do torneio.

## Seleções participantes
As quatro melhores seleções ranqueadas no ranking da NORCECA em 2015 garantiram vagas no campeonato. A seleção norte-americana não participou do torneio pois já havia garantido vaga na Copa do Mundo de 2015 por ter sido campeã do Campeonato Mundial de 2014.
| Equipe               | Qualificação              | Última participação |
| -------------------- | ------------------------- | ------------------- |
| Cuba                 | País-sede (3º no ranking) | Estreante           |
| Canadá               | 5º no ranking             | Estreante           |
| Porto Rico           | 4º no ranking             | Estreante           |
| República Dominicana | 2º no ranking             | Estreante           |

## Local das partidas
| Havana, Cuba                   |
| ------------------------------ |
| Coliseo de la Ciudad Deportiva |
| Capacidade: 15 000             |

## Formato da disputa
Disputa em turno único, com todas as seleções se enfrentando.

### Critérios de desempate
1. Número de vitórias
2. Número de pontos
3. Pontos average
4. Sets average

- Partida com resultado final 3-0: 5 pontos para o vencedor e 0 pontos para o perdedor.
- Partida com resultado final 3-1: 4 pontos para o vencedor e 1 pontos para o perdedor.
- Partida com resultado final 3-2: 3 pontos para o vencedor e 2 pontos para o perdedor.

## Fase única
|     |                      |     | Jogos | Jogos | Jogos | Resultados | Resultados | Resultados | Resultados | Resultados | Resultados | Sets | Sets | Sets  | Pontos | Pontos | Pontos |
| Pos | Equipe               | Pts | T     | V     | D     | 3–0        | 3–1        | 3–2        | 2–3        | 1–3        | 0–3        | V    | P    | R     | V      | P      | R      |
| --- | -------------------- | --- | ----- | ----- | ----- | ---------- | ---------- | ---------- | ---------- | ---------- | ---------- | ---- | ---- | ----- | ------ | ------ | ------ |
| 1   | República Dominicana | 10  | 3     | 2     | 1     | 1          | 1          | 0          | 0          | 1          | 0          | 7    | 4    | 1.750 | 249    | 244    | 1.020  |
| 2   | Cuba                 | 9   | 3     | 2     | 1     | 0          | 2          | 0          | 0          | 1          | 0          | 7    | 5    | 1.400 | 275    | 258    | 1.066  |
| 3   | Porto Rico           | 9   | 3     | 2     | 1     | 1          | 1          | 0          | 0          | 0          | 1          | 6    | 4    | 1.500 | 235    | 222    | 1.059  |
| 4   | Canadá               | 2   | 3     | 0     | 3     | 0          | 0          | 0          | 0          | 2          | 1          | 2    | 9    | 0.222 | 229    | 264    | 0.867  |

### Resultados
- Todas as partidas seguiram o fuso horário local (UTC−04:00).

| Data  | Hora  |                         | Placar |                         | Set 1 | Set 2 | Set 3 | Set 4 | Set 5 | Total | Relatório |
| ----- | ----- | ----------------------- | ------ | ----------------------- | ----- | ----- | ----- | ----- | ----- | ----- | --------- |
| 5 jun | 13:30 | 'República Dominicana ' | 3–1    | Canadá                  | 25–20 | 17–25 | 25–19 | 25–22 |       | 92–86 | 92–86     |
| 5 jun | 15:30 | Cuba                    | 1–3    | ' Porto Rico'           | 17–25 | 25–23 | 23–25 | 17–25 |       | 82–98 | 82–98     |
| 6 jun | 13:30 | Porto Rico              | 0–3    | ' República Dominicana' | 26–28 | 20–25 | 15–25 |       |       | 61–78 | 61–78     |
| 6 jun | 15:30 | 'Cuba '                 | 3–1    | Canadá                  | 21–25 | 25–11 | 25–22 | 25–23 |       | 96–81 | 96–81     |
| 7 jun | 15:30 | Canadá                  | 0–3    | ' Porto Rico'           | 21–25 | 17–25 | 24–26 |       |       | 62–76 | 62–76     |
| 7 jun | 18:00 | 'Cuba '                 | 3–1    | República Dominicana    | 22–25 | 25–18 | 25–13 | 25–23 |       | 97–79 | 97–79     |

## Classificação final
| Posição | Equipe               |
| ------- | -------------------- |
| 1       | República Dominicana |
| 2       | Cuba                 |
| 3       | Porto Rico           |
| 4       | Canadá               |

|  | Equipes classificadas para a Copa do Mundo de 2015 |

## Premiações
| Copa dos Campeões da NORCECA de 2015    |
| República Dominicana                    |
| --------------------------------------- |
| República Dominicana Campeã (1º título) |

### Individuais
As atletas que se destacaram individualmente foramː
| - Most Valuable Player (MVP) Lisvel Elisa Eve - Melhor Oposta Karina Ocasio - Melhores Ponteiras Melissa Vargas Aurea Cruz | - Melhor Levantadora Jennifer Lundquist - Melhores Centrais Daymara Lescay Lucille Charuk - Melhor Líbero Janie Guimond |